# Патранино
Патранино — деревня в Целинном муниципальном округе Курганской области России.

## География
Деревня находится на юго-западе Курганской области, в пределах юго-западной части Западно-Сибирской равнины, в лесостепной зоне, на левом берегу реки Чёрной, на расстоянии примерно 32 километров (по прямой) к юго-западу от села Целинного, административного центра округа. Абсолютная высота — 168 метров над уровнем моря.

### Климат
Климат характеризуется как резко континентальный, с холодной продолжительной малоснежной зимой и жарким сухим летом. Средняя продолжительность безморозного периода составляет 113 дней. Среднегодовое количество атмосферных осадков — 397мм.

## История
До 1917 года входила в состав Кочердыкской волости Челябинского уезда Оренбургской губернии. По данным на 1926 год хутор Патранина состоял из 27 хозяйств. В административном отношении входил в состав Кислянского сельсовета Кочердыкского района Челябинского округа Уральской области.

## Население
| 1989 | 2002 | 2010 |
| ---- | ---- | ---- |
| 240  | ↘232 | ↘167 |

По данным переписи 1926 года на хуторе проживало 134 человека (56 мужчин и 78 женщин), в том числе: украинцы составляли 83 % населения, русские - 13 %.

### Гендерный состав
По данным Всероссийской переписи населения 2010 года в гендерной структуре населения мужчины составляли 46,7 %, женщины — соответственно 53,3 %.

### Национальный состав
Согласно результатам Всероссийской переписи населения 2002 года, в национальной структуре населения русские составляли 81 %.